# Darixon Vuelto
Darixon Eniel Vuelto Pérez (Sambo Creek, La Ceiba, Honduras, 15 de enero de 1998), es un futbolista hondureño que juega como delantero en el Real Club Deportivo España, de la Liga Nacional de Honduras.

## Trayectoria
Darixon nació el 15 de enero de 1998 en la comunidad garífuna de Sambo Creek, a diez minutos de La Ceiba, es hijo de Sabina Liseth Pérez y Wilfredo Vuelto, sobrino del exfutbolista Milton Núñez y primo de los jugadores Marvin Chávez y Walter Martínez. Estudió primaria en la escuela La Libertad; tuvo una niñez difícil ya que había días en los que no podía comer ni dormir debido a la escasez de recursos, donde acompañado de su madre pasaba cambiándose de casa y de los apartamentos que residían terminaban siendo despachados. Debía estar pidiendo a sus vecinos de entre cinco a diez lempiras para el pasaje con el motivo de ir a entrenar. Su motivación para salir adelante la basó en la práctica del fútbol y se incorporó a las divisiones menores del Victoria a los nueve años; luego se asentó en todas las reservas tras maravillar a los entrenadores y logró marcar alrededor de 400 goles. Sus condiciones de veloz, habilidoso, zurdo natural, con buen manejo y pegada, más que demostradas, estaban por encima de un jugador promedio en el país, por lo que fue ascendido al plantel principal del Victoria de forma prematura con tan solo quince años.

### C. D. Victoria
El entrenador Héctor Vargas, caracterizado por darle oportunidad a los jóvenes, hizo debutar a Darixon de quince años en la Liga Nacional el 7 de septiembre de 2013, en un partido que enfrentó a Olimpia en el Estadio Nacional. Apareció en el once titular, salió de cambio al minuto 63' por Fredixon Elvir y el marcador terminó en derrota por 2-1. Vuelto se convirtió en el segundo futbolista más joven en hacer su inicio en la máxima categoría, por detrás de los catorce años de Dedimyr Rodríguez. El 23 de octubre hizo su debut por competencia internacional de la Liga de Campeones de la Concacaf por la última fecha del grupo enfrentando al Luis Ángel Firpo de El Salvador. Darixon completó la totalidad de los minutos y anotó su primer gol al minuto 49' en la pérdida de su equipo por 1-4.
El 15 de octubre de 2014, Vuelto marcó su primer tanto contra el Marathón en su campo, partido que finalizó empatado 1-1. Poco después se confirmó que el Victoria recibió cincuenta mil dólares de un grupo de inversionistas europeos que apostaron a contratar al juvenil delantero cuando cumpliera los dieciocho años de edad.
El 5 de mayo de 2015, el delantero viajó a Dinamarca para realizar una prueba de catorce días en el Midtjylland. El 23 de noviembre se sometió a una prueba de dos semanas en el Stade Rennes de Francia. Continuó jugando en el Victoria hasta el Torneo de Clausura 2016, cuando su equipo perdió la categoría tras finalizar último de la tabla general.

### C. D. Tenerife "B"
El 4 de abril de 2016, se oficializó su pase al Tenerife de la Segunda División de España en calidad de cedido por una temporada, en la que el club pagó la cifra de doce mil dólares para hacerse con sus servicios. Una vez finalizado el periodo de transferencias el 31 de agosto, quedó sin ser inscrito en el primer equipo y no recibió la aprobación de la extranjería española, por lo que fue enviado al filial Tenerife "B" de la Tercera División. Debutó en la temporada el 4 de septiembre, con la derrota 2-1 ante Las Zocas correspondiente a la tercera jornada. El 30 de abril de 2017 marcó sus primeros dos goles de la campaña a los minutos 6' y 14' sobre el Lanzarote en condición de visita, para la victoria contundente por 1-5. Finalizó el torneo con siete apariciones y el aporte de dos anotaciones. El 14 de junio se anunció que el cuadro español no renovaría el préstamo del jugador, por lo que regresó al Victoria dueño de su ficha.

### R. C. D. España
Tras su regreso a Honduras, clubes como el Olimpia, Motagua y Marathón estuvieron interesados en fichar al jugador. Sin embargo, el Real España se adelantó y logró hacerse con los servicios de Darixon por un año, firmándolo el 20 de junio de 2017.
Hizo su debut en el Torneo de Apertura 2017 el 12 de agosto, en la derrota 2-1 frente a los Lobos UPNFM, donde Darixon fue el autor del único gol de su equipo para el descuento. El 27 de diciembre, Darixon marcó un doblete sobre el Motagua para ganar la final de ida por 2-0. Se coronó campeón de liga por primera vez en su carrera el 30 de diciembre, donde a pesar de la derrota 2-1 en la vuelta, le alcanzó al cuadro aurinegro en el marcador global. Vuelto fue el goleador de su equipo con diez anotaciones.

### Portland Timbers 2
El 26 de febrero de 2018, el Portland Timbers de Estados Unidos alcanzó un acuerdo de tres años de contrato por Darixon, ganándole el pulso a Houston Dynamo que también quería al delantero. El 8 de marzo se oficializó que el club decidió enviar a Vuelto al filial para continuar su desarrollo futbolístico. El equipo de Victoria recibió cuatrocientos mil dólares por conceptos de derechos de formación.
Se estrenó como jugador del Portland Timbers 2 en la United Soccer League el 18 de abril de 2018, al ingresar de cambio al minuto 84' por Foster Langsdorf en el triunfo 3-2 sobre el Rio Grande Valley. En la temporada solo tuvo nueve apariciones y se fue sin marcar goles. El 13 de agosto rescindió su contrato ya que no entraba en los planes del entrenador.

### R. C. D. España
El 13 de agosto de 2018, el Real España oficializó el regreso de Darixon por el periodo de un año a préstamo del Victoria. Su debut en el Torneo de Apertura se produjo el 2 de septiembre anotándole a Olimpia. El 7 de noviembre se quedó con el subcampeonato de la Copa Presidente luego de la pérdida 2-1 frente al Platense.
El 28 de agosto de 2020, ya siendo ficha del cuadro aurinegro, renovó su contrato por un año más pese a tener ofertas de otros clubes en la Major League Soccer.
El 3 de julio de 2021, el club llegó a un acuerdo de renovación de dos años con el delantero. El 23 de diciembre obtuvo el subcampeonato del Torneo de Apertura tras perder la final contra el Olimpia.

### Deportivo Saprissa
El 7 de enero de 2022, Darixon salió en condición de préstamo al Deportivo Saprissa de Costa Rica, por el periodo de un año con opción de compra. Su presentación formal como refuerzo del club se produjo el 21 de enero en conferencia de prensa, portando la dorsal «18». El 4 de febrero debutó en el Torneo de Clausura y jugó su primer partido vistiendo la camiseta morada, en la visita al Estadio "Colleya" Fonseca contra el Herediano. Darixon apareció como titular, salió de cambio al minuto 71' por Víctor Medina y el resultado finalizó empatado 1-1. Tuvo poca regularidad en el torneo al contabilizar ocho apariciones y 344 minutos de acción. El 28 de junio se anunció su salida de Saprissa tras el fin de su préstamo en forma anticipada.

## Selección nacional

### Categorías inferiores
Representó a la Selección de Honduras en el Campeonato Sub-15 de la Concacaf de 2013. Para la etapa de grupos, Vuelto marcó un doblete sobre Sint Maarten (5-0), después le hizo dos goles a San Cristóbal y Nieves (6-0), concretó un gol a Guadalupe (2-0) y finalizó con otra conquista contra Curazao (5-0). Su selección se impuso en la semifinal por 2-1 sobre El Salvador y su doblete ante Guatemala (1-2) le permitió hacerse con el título de campeón y con el balón de oro al mejor jugador del torneo.
El 24 de febrero de 2015, el entrenador José Valladares convocó a la nómina de Honduras Sub-17 para la realización del Campeonato de la Concacaf celebrado en suelo hondureño, que sirvió como clasificatorio para la Copa Mundial de ese año. En su lista integró a Darixon como una de las cartas en ofensiva. Su debut se produjo el 27 de febrero anotándole a Jamaica para la victoria por 2-0. Después tuvo participación en los otros encuentros del grupo ante Cuba (1-1), Trinidad y Tobago (2-0), Estados Unidos (2-2) y Guatemala (2-1), siendo anotador del gol del triunfo sobre este último. El combinado hondureño cerró la primera fase como líder e invicto, por lo que disputó la final contra México el 15 de marzo, cayendo en este duelo por 0-3. Vuelto se hizo con el subcampeonato de la competición y pudo anotar dos tantos en seis apariciones. Su país se aseguró un lugar para la justa mundialista.
El 18 de septiembre de 2015, Darixon se hizo de un lugar en la lista definitiva de José Valladares para disputar la Copa Mundial Sub-17 llevada a cabo en Chile. Su debut se produjo el 18 de octubre en el Estadio Fiscal de Talca jugando la totalidad de los minutos en la derrota 1-3 contra Ecuador. El 21 de octubre repitió en la alineación titular, esta vez en la pérdida por 2-1 frente a Bélgica. La escuadra hondureña cerró su participación el 24 de octubre al caer nuevamente siendo el rival Malí por 3-0. Vuelto alcanzó tres compromisos jugados.
El 8 de febrero de 2017, el director técnico Carlos Tábora incorporó en su lista a Vuelto para el representativo hondureño Sub-20, con el motivo de disputar el Campeonato de Concacaf de la categoría. El primer partido fue el 17 de febrero en el Estadio Ricardo Saprissa, donde su combinado enfrentó a Canadá. El delantero apareció en la alineación titular y gozó de la totalidad de los minutos de la victoria por 1-0. Tres días después consiguió su primer gol de la campaña, dado al minuto 60' sobre Antigua y Barbuda que consolidó el triunfo por 1-4. El 23 de febrero se concluyó la etapa de grupos con la derrota 1-0 frente a México. Las victorias contra Panamá (0-2) y Costa Rica (2-1) en la siguiente ronda propiciaron la clasificación a la justa mundialista. El 5 de marzo su selección se conformó con el subcampeonato tras caer en penales en la final ante Estados Unidos. Vuelto tuvo seis partidos jugados y concretó dos goles. 
El 6 de mayo de 2017, el delantero fue llamado por Tábora en la nómina definitiva para afrontar la Copa Mundial Sub-20 celebrada en Corea del Sur. El 22 de mayo jugó su primer partido del torneo contra Francia, donde fue titular en la totalidad de los minutos y su selección perdió por 3-0. Estuvo en los otros juegos restantes del grupo que terminaron en derrota 3-1 frente a Nueva Zelanda y victoria 2-0 sobre Vietnam, siendo estelar inamovible.
El 28 de noviembre de 2017, Vuelto entró en la lista oficial de dieciocho jugadores del entrenador Carlos Tábora, para enfrentar el torneo de fútbol masculino de los Juegos Centroamericanos, cuya sede fue en Managua, Nicaragua, con el representativo de Honduras Sub-21. Su país superó como líder la fase de grupos tras la victoria 0-5 sobre Belice y el empate sin goles frente al anfitrión Nicaragua. La victoria en penales ante El Salvador en semifinales y el triunfo por 1-0 contra Costa Rica en la final permitieron que el cuadro hondureño se hiciese con la medalla de oro. Darixon no tuvo participación en el torneo.
El 22 de julio de 2019, el técnico Fabián Coito de la Selección Sub-23 de Honduras, incluyó a Darixon en la convocatoria de jugadores que hicieron frente el torneo masculino de los Juegos Panamericanos. El 29 de julio debutó al entrar de cambio y aportó con dos goles en la victoria de 1-3 contra Jamaica. En los siguientes partidos gozó de regularidad al ser titular inamovible y su selección completó el grupo con el empate 2-2 frente a Perú y la derrota 3-0 contra Uruguay. El 7 de agosto cobró exitosamente uno de los penales tras el empate 1-1 contra México, serie semifinal que ganó el cuadro hondureño. El 10 de agosto se quedó con la medalla de plata luego de perder la final por 1-4 ante Argentina.
El 7 de marzo de 2021, Vuelto fue incluido en la lista final del entrenador Miguel Falero, para enfrentar el Preolímpico de Concacaf con la Selección Sub-23 hondureña. El 19 de marzo anotó dos goles en su debut frente a Haití en el Estadio Jalisco, para lograr la victoria por 3-0. Tres días después actuó 67 minutos contra El Salvador (1-1) y el 25 de marzo quedó en la suplencia en el nuevo empate 1-1 ante Canadá. El 28 de marzo disputó los últimos cinco minutos del triunfo 2-1 sobre Estados Unidos en semifinales y volvió a ser suplente en la final que perdió su combinado en penales contra México.

#### Participaciones en juveniles
| Competición                           | Sede          | Resultado      | Partidos | Goles |
| ------------------------------------- | ------------- | -------------- | -------- | ----- |
| Campeonato Sub-15 de la Concacaf 2013 | Islas Caimán  | Campeón        | 6        | 8     |
| Campeonato Sub-17 de la Concacaf 2015 | Honduras      | Subcampeón     | 6        | 2     |
| Copa Mundial Sub-17 de 2015           | Chile         | Fase de grupos | 3        | 0     |
| Campeonato Sub-20 de la Concacaf 2017 | Costa Rica    | Subcampeón     | 6        | 2     |
| Copa Mundial Sub-20 de 2017           | Corea del Sur | Fase de grupos | 3        | 0     |
| Juegos Centroamericanos 2017          | Nicaragua     | Campeón        | 0        | 0     |
| Juegos Panamericanos 2019             | Perú          | Subcampeón     | 5        | 3     |
| Preolímpico de Concacaf de 2020       | México        | Subcampeón     | 3        | 2     |

### Selección absoluta
Hizo su debut para la selección de Honduras el 14 de noviembre de 2019, contra el combinado de Martinica por la Liga de Naciones de la Concacaf. Darixon entró de cambio al comienzo del segundo tiempo por Douglas Martínez y el marcador finalizó empatado a un gol.

## Estadísticas

### Clubes
Actualizado al último partido jugado el 7 de mayo de 2022.
| C. D. Victoria Honduras |               |               |     |    |   |    |    |     |     |    |
| 1.ª | 2013-14       | 5             | 0   | —  | — | 1  | 1  | 6   | 1   |    |
| 1.ª | 2014-15       | 17            | 1   | 1  | 0 | —  | —  | 18  | 1   |    |
| 1.ª | 2015-16       | 24            | 2   | 0  | 0 | —  | —  | 24  | 2   |    |
| Total club | Total club    | 46            | 3   | 1  | 0 | 1  | 1  | 48  | 4   |    |
| C. D. Tenerife España |               |               |     |    |   |    |    |     |     |    |
| 2.ª | 2016-17       | 0             | 0   | —  | — | —  | —  | 0   | 0   |    |
| Total club | Total club    | 0             | 0   | —  | — | —  | —  | 0   | 0   |    |
| C. D. Tenerife "B" España |               |               |     |    |   |    |    |     |     |    |
| 4.ª | 2016-17       | 7             | 2   | 0  | 0 | —  | —  | 7   | 2   |    |
| Total club | Total club    | 7             | 2   | —  | — | —  | —  | 7   | 2   |    |
| R. C. D. España Honduras |               |               |     |    |   |    |    |     |     |    |
| 1.ª | 2017-18       | 28            | 10  | —  | — | —  | —  | 28  | 10  |    |
| Total club | Total club    | 28            | 10  | —  | — | —  | —  | 28  | 10  |    |
| Portland Timbers Estados Unidos |               |               |     |    |   |    |    |     |     |    |
| 1.ª | 2018          | —             | —   | 1  | 0 | —  | —  | 1   | 0   |    |
| Total club | Total club    | —             | —   | 1  | 0 | —  | —  | 1   | 0   |    |
| Portland Timbers 2 Estados Unidos |               |               |     |    |   |    |    |     |     |    |
| 2.ª | 2018          | 9             | 0   | —  | — | —  | —  | 9   | 0   |    |
| Total club | Total club    | 9             | 0   | —  | — | —  | —  | 9   | 0   |    |
| R. C. D. España Honduras |               |               |     |    |   |    |    |     |     |    |
| 1.ª | 2018-19       | 30            | 9   | 1  | 0 | —  | —  | 31  | 9   |    |
| 1.ª | 2019-20       | 25            | 7   | —  | — | —  | —  | 25  | 7   |    |
| 1.ª | 2020-21       | 25            | 2   | —  | — | —  | —  | 25  | 2   |    |
| 1.ª | 2021-22       | 22            | 5   | —  | — | —  | —  | 22  | 5   |    |
| Total club | Total club    | 102           | 23  | 1  | 0 | —  | —  | 103 | 23  |    |
| Deportivo Saprissa Costa Rica |               |               |     |    |   |    |    |     |     |    |
| 1.ª | 2021-22       | 8             | 0   | —  | — | 1  | 0  | 9   | 0   |    |
| Total club | Total club    | 8             | 0   | —  | — | 1  | 0  | 9   | 0   |    |
| R. C. D. España Honduras |               |               |     |    |   |    |    |     |     |    |
| 1.ª | 2022-23       | 32            | 6   | —  | — | 6  | 0  | 38  | 6   |    |
| 1.ª | 2023-24       | 26            | 7   | —  | — | 4  | 1  | 30  | 8   |    |
| Total club | Total club    | 58            | 13  | 0  | 0 | 10 | 1  | 68  | 14  |    |
| Total carrera | Total carrera | Total carrera | 258 | 51 | 3 | 0  | 12 | 2   | 273 | 53 |
| (1) Incluye datos de la Copa de Honduras (2015-18) / Copa Heliodoro (2016) / U. S. Open Cup (2018). (2) Incluye datos de la Liga de Campeones de la Concacaf (2013-22). (3) No incluye goles en partidos amistosos. |               |               |     |    |   |    |    |     |     |    |

## Palmarés

### Títulos nacionales
| Título             | Club            | País     | Año  |
| ------------------ | --------------- | -------- | ---- |
| Torneo de Apertura | R. C. D. España | Honduras | 2017 |

### Títulos internacionales
| Título                        | Equipo          | Sede         | Año  |
| ----------------------------- | --------------- | ------------ | ---- |
| Campeonato Sub-15 de Concacaf | Honduras Sub-15 | Islas Caimán | 2013 |
| Juegos Centroamericanos       | Honduras Sub-21 | Nicaragua    | 2017 |

### Distinciones individuales
| Distinción                                        | Año  |
| ------------------------------------------------- | ---- |
| Balón de oro del Campeonato Sub-15 de la Concacaf | 2013 |